# Jasło (gmina)
Jasło est une gmina rurale du powiat de Jasło, Basses-Carpates, dans le sud-est de la Pologne. Son siège est la ville de Jasło, bien qu'elle ne fasse pas partie du territoire de la gmina.
La gmina couvre une superficie de 93,1 km2 pour une population de 15 774 habitants.

## Géographie
La gmina inclut les villages de Bierówka, Brzyście, Chrząstówka, Gorajowice, Jareniówka, Kowalowy, Łaski, Niegłowice, Niepla, Opacie, Osobnica, Sobniów, Szebnie, Trzcinica, Warzyce, Wolica, Zimna Woda et Żółków.
La gmina borde les gminy de Brzyska, Dębowiec, Frysztak, Jedlicze, Kołaczyce, Lipinki, Skołyszyn, Tarnowiec et Wojaszówka.